# サッロク
サッロク（イタリア語: Sarroch）は、イタリア共和国サルデーニャ自治州カリャリ県にある、人口約5,300人の基礎自治体（コムーネ）。

## 地理

### 位置・広がり

#### 隣接コムーネ
隣接するコムーネは以下の通り。
- アッセーミニ
- カポテッラ
- プーラ
- ヴィッラ・サン・ピエトロ